# أبو حمزة العامري
أبو حمزة العامري السبيعي من شعراء المملكة العربية السعودية عاش في نهاية القرن السابع الهجري وبداية الثامن أول من كتب الشعر النبطي عاش في بداية تحول شعر الفصيح للشعر العامي، تميزت مفرداته بكونها خليط بين الفصيح والعامي، واتسم شعره بالجودة، والمتانة، وطغى على مضمون قصائدة الفخر والعزة والشجاعة والتي توحي بفروسيتة وبأنه أحد زعماء قبيلته.

## نسبه
يرى الكثير من رواة الشعر النبطي ودارسيه، ومنهم الشيخ عبد الله بن خميس، والراوية منديل الفهيد أنه من قبيلة سبيع بن عامر، كما ذكر ذلك الأديب: فهد الربيعان وأضاف (بأنه فارس مشهور من سبيع من سلالة عامر). ولم يأتي أحد بتفصيل نسبه الكامل إلاّ أن سعد الحافي استخلصَ بأن اسمه (شفيع) وأنه من (بني شبانة بن قديمة بن شبانة بن عامر بن عوف بن مالك بن عامر بن عقيل بن كعب بن ربيعة بن عامر بن صعصعة.

## الاختلاف بين همزية أبو حمزة وهمزية الغيهبان
تشابه الغرض والقافية بين قصيدة أبو حمزة العامري وقصيدة حمد الغيهبان المري سبب لخلط الرواة بينهما. وللتمييز بين النصين يعتمد على لغة الشاعر وعصره وثقافته فأبا حمزة من شعراء القرن الثامن الهجري وبالتالي عصره يتوافق مع دلالات النص اللغوية في قصيدته الهمزية التي استهلها باكيًا على الأطلال ومشببًا ثم عرج على ذكر معركة وخصومات مع أبناء عمومته مفتخرًا بنفسه وواصفًا جواده. وحمد الغيهبان عاش منذ مائتي سنة تقريبًا أي من شعراء مطلع القرن الثالث عشر الهجري ويؤكد ذلك ما ذكره محمد المري في كتابه وبالتالي فان حمد الغيهبان من الشعراء المتأخرين واللغة الشعرية في النص التي تغلب عليها الفصاحة لا تتفق مع لغة شعراء عصره.

## تصنيف قصائدة
تصنّف قصائده على أنها من الشعر النبطي، وإن كانت تحمل أغراض ومفردات الشعر الفصيح، وأول من استخدم مفردة (نبطي) في شعره, فيقول في إحدى قصائدة:

## قصائدة
قصيدة الهمزية: